# Pomino
Pomino è una frazione appartenente al comune di Rufina, in provincia di Firenze, in Toscana. La frazione di Pomino dista 7,36 km dal comune di Rufina al quale appartiene. La località di Pomino sorge a 585 metri s.l.m e la popolazione conta 228 abitanti.
La frazione di Pomino è principalmente famosa per la produzione di vino.

## Pomino DOC
Creata agli inizi degli anni '70, la zona Pomino DOC include la produzione di vini rossi e bianchi, tra cui il Vin Santo. Tutte le uve destinate alla produzione di vino DOC devono essere vendemmiate in un campo con una resa massima di 10.5 tonnellate/ettaro. Il vino rosso DOC e il Vin Santo rosso è una miscela di 60-75% di Sangiovese, 15-25% di Canaiolo, Cabernet Sauvignon e Cabernet franc, 10-20% di Merlot e fino al 15% di altre varietà di uva rosse locali, come l'Abrusco. Il prodotto finale deve contenere un minimo di tasso alcolemico di almeno il 12% con un imbottigliamento Riserva autorizzato, purché l'alcol minimo sia pari ad almeno il 12,5% e il vino abbia trascorso tre anni di invecchiamento prima del rilascio con almeno 18 mesi di quel periodo trascorso in botte.
Il vino bianco DOC e il Vin Santo bianco è una miscela di 60-80% di Pinot blanc e/o Chardonnay, fino al 30% di Trebbiano Toscano e non più del 15% di altre varietà locali. Il livello minimo di alcol del prodotto finale deve essere almeno dell'11%. Sia il bianco che il rosso del Vin Santo sono prodotti dalle uve che sono state essiccate dopo la vendemmia con l'invecchiamento del vino di almeno tre anni in botti di legno prima della commercializzazione. I vini possono spaziare in dolcezza dal secco al dolce purché l'alcol minimo per tutti i Vin Santi sia almeno del 15.5%.